# Stina (inslagkrater)
Stina is een inslagkrater op de planeet Venus. Stina werd in 1985 genoemd naar Stina, een Zweedse meisjesnaam.
De krater heeft een diameter van 10,4 kilometer en bevindt zich ten noorden van Kruchina Tesserae in het quadrangle Bereghinya Planitia (V-8).